# Deptford High Street

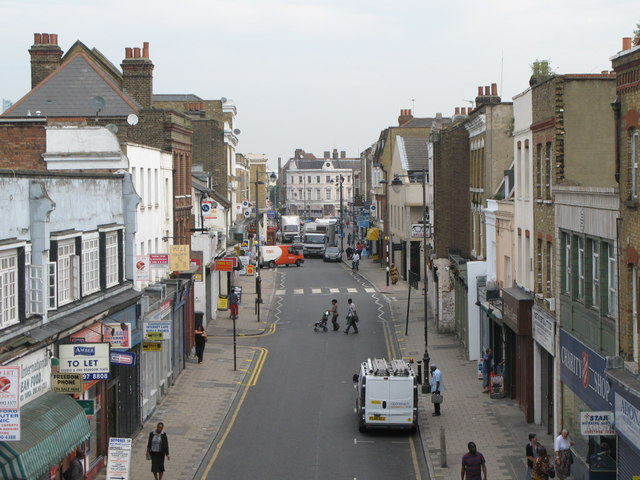
Blick in die Deptford High Street

Die Deptford High Street ist eine Straße im Londoner Stadtteil Deptford im Bezirk Lewisham. Sie beginnt im Süden an der New Cross Road und endet im Norden an der Evelyn Street (A200). In der Nähe ihrer (eher im nördlichen Bereich gelegenen) „geografischen Mitte“ wird die Deptford High Street durch die Eisenbahnlinien der Docklands Light Railway (DLR) und der Southeastern unterbrochen.

## Geschichte
Ihren heutigen Namen erhielt die vorherige Butt Lane im Jahr 1825.
Als der Sozialforscher Charles Booth die Straße im Juli 1899 besuchte, galt sie als die „Oxford Street des Londoner Südostens“. Dieser Vergleich bot sich jedoch eher mit dem südlich der Bahngleise gelegenen Straßenabschnitt an, in dem es diverse Geschäfte und Lokale gibt und in dem dreimal wöchentlich ein Flohmarkt stattfindet, als den ruhigeren nördlichen Abschnitt. Bis in die 1960er Jahre hinein wurde die Gegend vorwiegend von der weißen Arbeiterklasse bewohnt.
Ende des 19./ Anfang des 20. Jahrhunderts war die Deptford High Street über Dekaden hinweg auch von deutschen Geschäftsleuten geprägt. Booth hat mindestens acht Geschäfte ausgemacht, die von Deutschen geführt wurden, wozu unter anderem eine Bäckerei, eine Metzgerei und ein Süßwarenladen zählten. Durch den Ausbruch des Ersten Weltkriegs machte sich in England eine antideutsche Stimmung bemerkbar, die sich auch auf die Deptford High Street auswirkte. So wurden im Oktober 1914 mehrere deutsche Geschäfte angegriffen, geplündert und in Brand gesteckt und ihre Besitzer vertrieben. Im Fall des Bäckers Goebel wurde nicht nur die Bäckerei im Erdgeschoss geplündert, sondern auch seine darüber gelegene Wohnung. Dort drang ein antideutscher Mob ein und warf alles, was ihm in die Hände fiel, aus dem Fenster auf die Straße; darunter ein Piano, Bett, Bettzeug, Tische, Stühle, Porzellan und Uhren.
Gegen Ende des 20. Jahrhunderts hat sich die Straße infolge von Migration einmal mehr verändert, was unter anderem daran erkennbar ist, dass es heute in der Deptford High Street nur noch zwei Pubs gibt, während es früher zwölf waren. In zwei ehemaligen Pubs befinden sich heute afrikanische Restaurants, ein Pub wurde zu einem Nagelstudio umfunktioniert und in einem anderen werden heute Problemjugendliche betreut.